# إساياس ماركيز سواريس
إساياس ماركيز سواريس (بالبرتغالية: Isaías Marques Soares‏) (17 نوفمبر 1963 بريو دي جانيرو في البرازيل - ) هو لاعب كرة قدم برازيلي في مركز الهجوم. لعب مع كوفنتري سيتي ونادي بنفيكا ونادي بوافيشتا ونادي ريو أفي ونادي فلومينينسي ونادي فريبورغنزيه الرياضي وAssociação Desportiva Cabofriense ‏ وكامبومايورنسي ‏.

## وصلات خارجية
- إساياس ماركيز سواريس على موقع قاعدة بيانات كرة القدم.إي يو (الإنجليزية)
- إساياس ماركيز سواريس على موقع Soccerbase.com (لاعب) (الإنجليزية)
- إساياس ماركيز سواريس على موقع عالم كرة القدم.نت (الإنجليزية)